# Frank Brilando
Frank Peter Brilando (* 29. Juni 1925 in Chicago; † 5. Mai 2019 in Niles (Ohio)) war ein US-amerikanischer Radrennfahrer und nationaler Meister im Radsport.

## Sportliche Laufbahn
Brilando war im Bahnradsport und im Straßenradsport aktiv. 1948 war er Teilnehmer der Olympischen Sommerspiele in London. Im olympischen Straßenrennen schied er beim Sieg von José Beyaert aus. In der Mannschaftswertung kam sein Team nicht in die Wertung.
1952 startete er bei den Olympischen Sommerspielen in Helsinki. Im Tandemrennen schied er mit seinem Partner Richard Cortright in den Vorläufen aus. Im 1000-Meter-Zeitfahren kam er auf den 23. Rang.
1951 startete er bei den Panamerikanischen Spielen auf der Straße und auf der Bahn. Brilando gewann 1949 die Tour of Somerville, ein damals bedeutendes Eintagesrennen in den Vereinigten Staaten. 
2009 wurde er in die United States Bicycling Hall of Fame aufgenommen.

## Berufliches
Nach seiner sportlichen Karriere wurde er Trainer, war mehrere Jahre Mitglied des Nationalen Olympischen Komitees der USA und Vizepräsident der Amateur Bicycle League of America (ABLA). Er hatte einen Studienabschluss in Maschinenbau. Brilando arbeitete 42 Jahre lang für das Unternehmen Schwinn, zuletzt als Leitender Angestellter.